# Made in Poland (album Made in Poland)
Made in Poland – pierwszy album zespołu Made in Poland nagrany w studiu Tonpress w Warszawie w 1987 roku, a wydany w 1989.
Muzykę napisali Artur Hajdasz i Krzysztof Grażyński. Słowa – Piotr Pawłowski. Projekt okładki – A. Januszewski.

## Lista utworów
Strona A
1. „Wspomnienie świata” - 4:06
2. „Dokąd tak biegniesz?” - 4:25
3. „Obłoki me” - 3:25
4. „Pięść i strach” - 4:25

Strona B
1. „Moc” - 3:35
2. „Siódmy wyraz” - 4:00
3. „Zielona wyspa” - 4:07
4. „Zostanę dla ciebie” - 3:10
5. „Ostatnia piosenka” - 3:25

## Skład
- Robert Hilczer – wokal
- Władysław Grochot – trąbka
- Krzysztof Grażyński – gitara
- Piotr Pawłowski – gitara basowa
- Artur Hajdasz – perkusja, instrumenty perkusyjne

gościnnie
- Jacek Łach – gitara basowa